# Mel Maia
Melissa Maia de Sousa también conocida como Mel Maia (3 de mayo de 2004 en Río de Janeiro) es una actriz brasileña. En 2012 saltó a la fama por interpretar a Rita en la telenovela Avenida Brasil.

## Filmografía
| Televisión | Televisión           | Televisión                                    | Televisión                |
| Año        | Título               | Personaje                                     | Notas                     |
| ---------- | -------------------- | --------------------------------------------- | ------------------------- |
| 2012       | Avenida Brasil       | Rita Fonseca de Souza / Nina García Hernández | Papel Principal (1ª fase) |
| 2013–2014  | Preciosa perla       | Pérola Fonseca Hauser                         | Papel Principal           |
| 2015       | Além do Tempo        | Felícia Cristina Pasqualino / Felícia Vicenzo | Papel Secundario          |
| 2016       | Liberdade, Liberdade | Joaquina da Silva Xavier                      | Papel Principal (1ª fase) |
| 2016-17    | A Cara do Pai        | Maria Eduarda "Duda" Moreira                  | Papel Principal           |
| 2018       | Deus Salve o Rei     | Agnes                                         | Participación (1ª fase)   |
| 2019       | A Dona do Pedaço     | Cássia Mantovani Aguiar                       | Papel Secundario          |
| 2023       | Sólo confía          | Guilhermina de Alcântara Azevedo (Guiga)      | Papel Secundario          |

| Cine | Cine                       | Cine                      | Cine       |
| Año  | Título                     | Personaje                 | Notas      |
| ---- | -------------------------- | ------------------------- | ---------- |
| 2014 | A Pedra Fundamental        | Melissa                   | Película   |
| 2014 | Didi e o Segredo dos Anjos | Ángel de la guarda (Tita) | Película   |
| 2015 | Qualquer Gato Vira-Lata 2  | Julia                     | Película   |
| 2016 | Através da Sombra          | Elisa                     | Película   |
| 2016 | Ballerina                  | Felicie                   | Doblajista |
| 2018 | Tudo por um Popstar        | Rita Ribeiro (Ritinha)    | Película   |

## Premios y nominaciones
| Año  | Premio                    | Categoría                     | Obra nominada        | Resultado |
| ---- | ------------------------- | ----------------------------- | -------------------- | --------- |
| 2012 | Prêmio Extra de Televisão | Revelación Infantil           | Avenida Brasil       | Ganador   |
| 2013 | Prêmio Contigo!           | Mejor Actriz Infantil         | Avenida Brasil       | Ganadora  |
| 2013 | Troféu Imprensa           | Revelación                    | Avenida Brasil       | Nominado  |
| 2013 | Prêmio Quem               | Revelación                    | Avenida Brasil       | Nominado  |
| 2013 | Melhores do Ano           | Mejor Actriz o Actor Infantil | Avenida Brasil       | Ganadora  |
| 2014 | Prêmio Contigo! de TV     | Mejor atriz infantil          | Joia Rara            | Ganadora  |
| 2014 | Prêmio Extra de Televisão | Mejor Actriz o Actor Infantil | Joia Rara            | Ganadora  |
| 2015 | Prêmio Extra de Televisão | Mejor Actriz o Actor Infantil | Além do Tempo        | Ganadora  |
| 2015 | Melhores do Ano           | Mejor Actriz o Actor Infantil | Além do Tempo        | Ganadora  |
| 2016 | Melhores do Ano           | Mejor Actriz o Actor Infantil | Liberdade, Liberdade | Nominada  |
| 2017 | Troféu Nelson Rodrigues   | Revelación infantil           | A Cara do Pai        | Ganadora  |
| 2017 | Melhores do Ano           | Mejor Actriz o Actor Infantil | A Cara do Pai        | Nominada  |